# Félix Broche
Pour les articles homonymes, voir Broche.
Félix Broche (né à Marseille le 5 avril 1905, mort pour la France à Bir Hakeim le 9 juin 1942) est un officier de l'armée française ayant servi dans l'entre-deux-guerres et durant la Seconde Guerre mondiale. Il est fait Compagnon de la Libération à titre posthume en mai 1943.

## Biographie
Orphelin de mère, son père ayant été mobilisé en 1914 et gravement gazé, Félix Broche passe son enfance à Remoulins, dans le Gard. Appelé sous les drapeaux en 1926, il est incorporé au 22e régiment d'infanterie coloniale à Aix en Provence. Il suit les cours d'élève officier de réserve à Saint-Maixent-l'École où se trouve l’École Militaire d'Infanterie puis sert comme sous-lieutenant au 10e régiment de tirailleurs sénégalais à Tunis.
Il retourne à Saint-Maixent pour préparer les cours d'élève officier d'active, promu lieutenant le 15 mai 1929, affecté en Tunisie au 10e RTS puis au 1er RMM à Madagascar pendant trois ans. À l'issue de ces trois ans, il revient à Tunis en 1934 puis est nommé capitaine en septembre 1938 et affecté au commandement du détachement d'infanterie coloniale de Papeete. Ainsi, il arrive à Tahiti en juillet 1939.
La guerre éclate en septembre. L'année suivante, il apprend l'armistice et, ne pouvant s'y résoudre, il rallie avec enthousiasme la France Libre en même temps que les EFO. À la suite du ralliement de la Nouvelle-Calédonie à la France Libre, Broche est nommé commandant supérieur des troupes dans le Pacifique par le général de Gaulle le 24 septembre 1940 et rejoint Nouméa. C'est de là que part le 5 mai 1941 le corps expéditionnaire qu'il commande à destination du Moyen-Orient, qui deviendra le Bataillon du Pacifique.
Son ordonnance est le frère de Walter Grand, William Grand, qui avait reçu le fanion du bataillon des mains de la reine Pomare le jour du départ et dans les bras duquel il agonise, mortellement touché par un éclat d'obus lors de la bataille de Bir Hakeim le 9 juin 1942. Il est enterré au cimetière de Tobrouk.
Son fils François, né en 1939 à Tunis, est historien et journaliste spécialisé dans la France libre et la Seconde Guerre Mondiale.

## Promotions successives
- Soldat de 2e classe : 30 avril 1926
- Sous lieutenant : 15 mai 1927
- Lieutenant : 15 mai 1929
- Capitaine : 25 septembre 1938
- Commandant : 1er février 1941
- Lieutenant-colonel : 1er octobre 1941[2]

## Distinctions
Décorations françaises
- Chevalier de la Légion d'honneur (posthume)
- Compagnon de la Libération (posthume, 11 mai 1943)
- Croix de guerre 1939–1945
- Croix des Services Militaires Volontaires

Décorations étrangères
- Officier du Nichan Iftikhar